# Ngựa Florida
Ngựa Florida Cracker là một giống ngựa có nguồn gốc từ Florida ở Hoa Kỳ. Chúng là giống ngựa đa dạng về màu lông. Đây là những con ngựa mà có sự giống nhau về mặt di truyền, thể trạng tương tự như nhiều con ngựa kiểu Tây Ban Nha khác, đặc biệt là những con ngựa thuộc nhóm ngựa Tây Ban Nha thời thuộc địa du nhập vào châu Mỹ. Những con ngựa Florida Cracker là một giống ngựa có dáng đẹp được biết đến với sự nhanh nhẹn và tốc độ và dùng để thi đấu, thao diễn.
Người Tây Ban Nha đầu tiên mang ngựa đến vùng Florida trong những cuộc thám hiểm của người châu Âu vào đầu thế kỷ XVI; khi việc định cư thuộc tại vùng địa ở Mỹ tiến triển tốt, những di dân châu Âu này đã sử dụng những con ngựa để chăn thả gia súc. Những con ngựa phát triển thành loại Florida Cracker ngày hôm nay, và tiếp tục được những tay cao bồi Florida (được gọi là "bánh quy giòn") sử dụng chính cho đến những năm 1930. Tại thời điểm này chúng đã được thay thế bởi những con ngựa Quarter Mỹ (American Quarter Horses), từ đó quần thể giống ngựa này sụt giảm một cách rất nhanh chóng (giảm mạnh). Thông qua những nỗ lực của một số gia đình tư nhân và chính quyền Florida, giống ngựa này đã được giải cứu khỏi nguy cơ mai một, nhưng vẫn còn những lo ngại về số lượng ít ỏi của giống ngựa này với vỏn vẹn chỉ hơn 300 đầu cá thể.